# 綠身寬刻齒雀鯛
綠身寬刻齒雀鯛（学名：Amblyglyphidodon ternatensis），又名平頜凹牙豆娘魚、厚殼仔，为輻鰭魚綱雀鯛科凹牙豆娘魚屬下的一个种，被IUCN列為易危保育類動物，分布於西太平洋區，西起印尼到東到索羅門群島, 北至琉球群島，南至密克羅尼西亞、帛琉海域，深度1-15公尺，本魚體呈卵圓形且側扁，身體黃綠色，魚鰭淡藍色，齒單列，齒端扁平而具缺刻, 尾鰭叉形，上下葉延長，眼通常黃色，背鰭硬棘13枚，背鰭軟條10-12枚，臀鰭硬棘2枚，臀鰭軟條11-13枚，體長可達10公分，棲息在珊瑚生長茂盛的岩礁，繁殖期時成對出現，具領域性，生活習性不明，可作為觀賞魚。